# Penengahan (Karya Penggawa)
Penengahan is een bestuurslaag in het regentschap Lampung Barat van de provincie Lampung, Indonesië. Penengahan telt 2595 inwoners (volkstelling 2010).